# Quartieri e frazioni di Rapallo

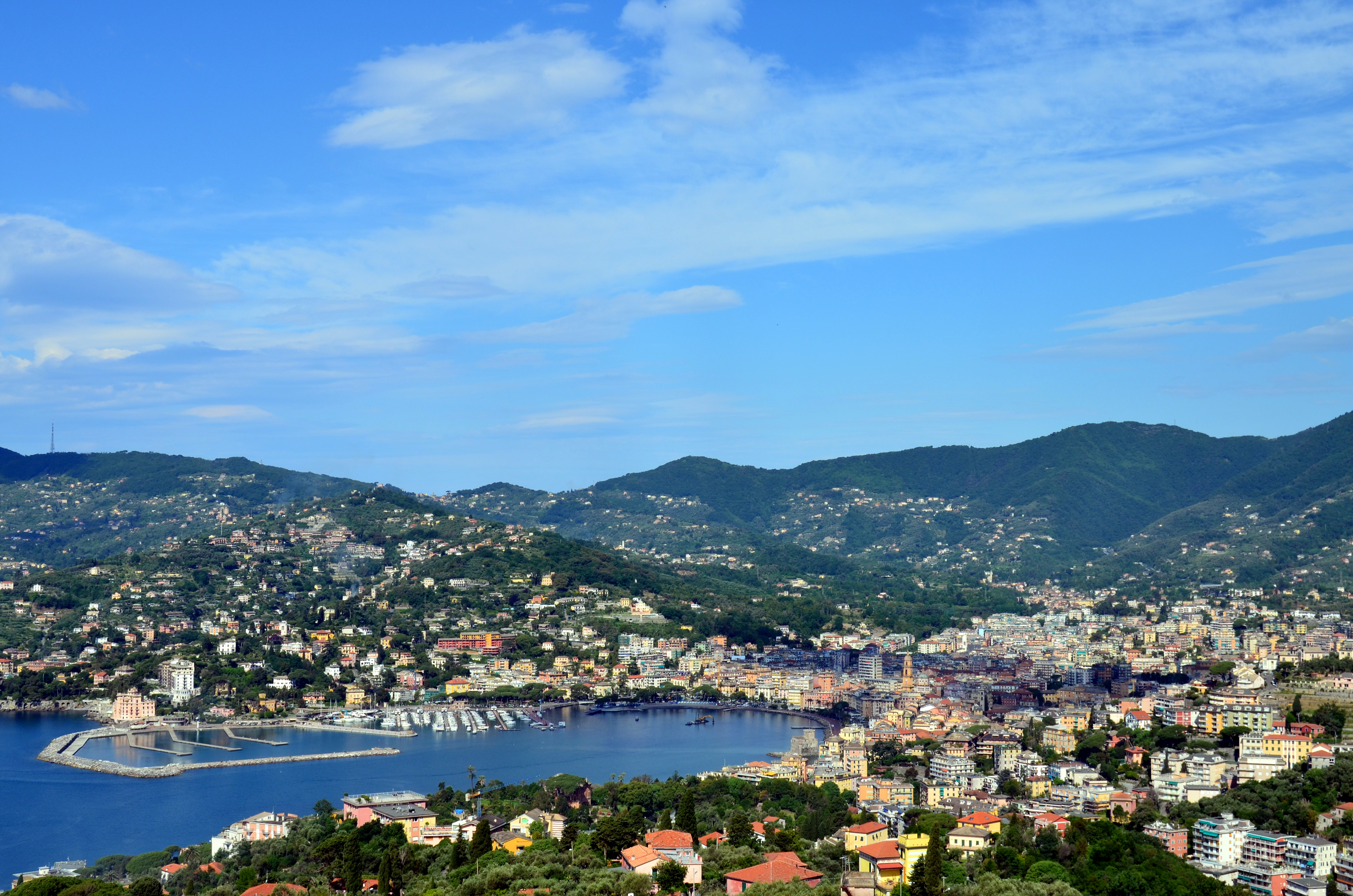
Panorama di Rapallo e parte del suo territorio comunale

Il territorio comunale di Rapallo, nella città metropolitana di Genova, è costituito oltre al capoluogo (diviso storicamente in sei sestieri cittadini) da un buon numero di quartieri, frazioni e località per un totale di 33,61 km², il più vasto del Tigullio.

## Quartieri

### Sant'Anna

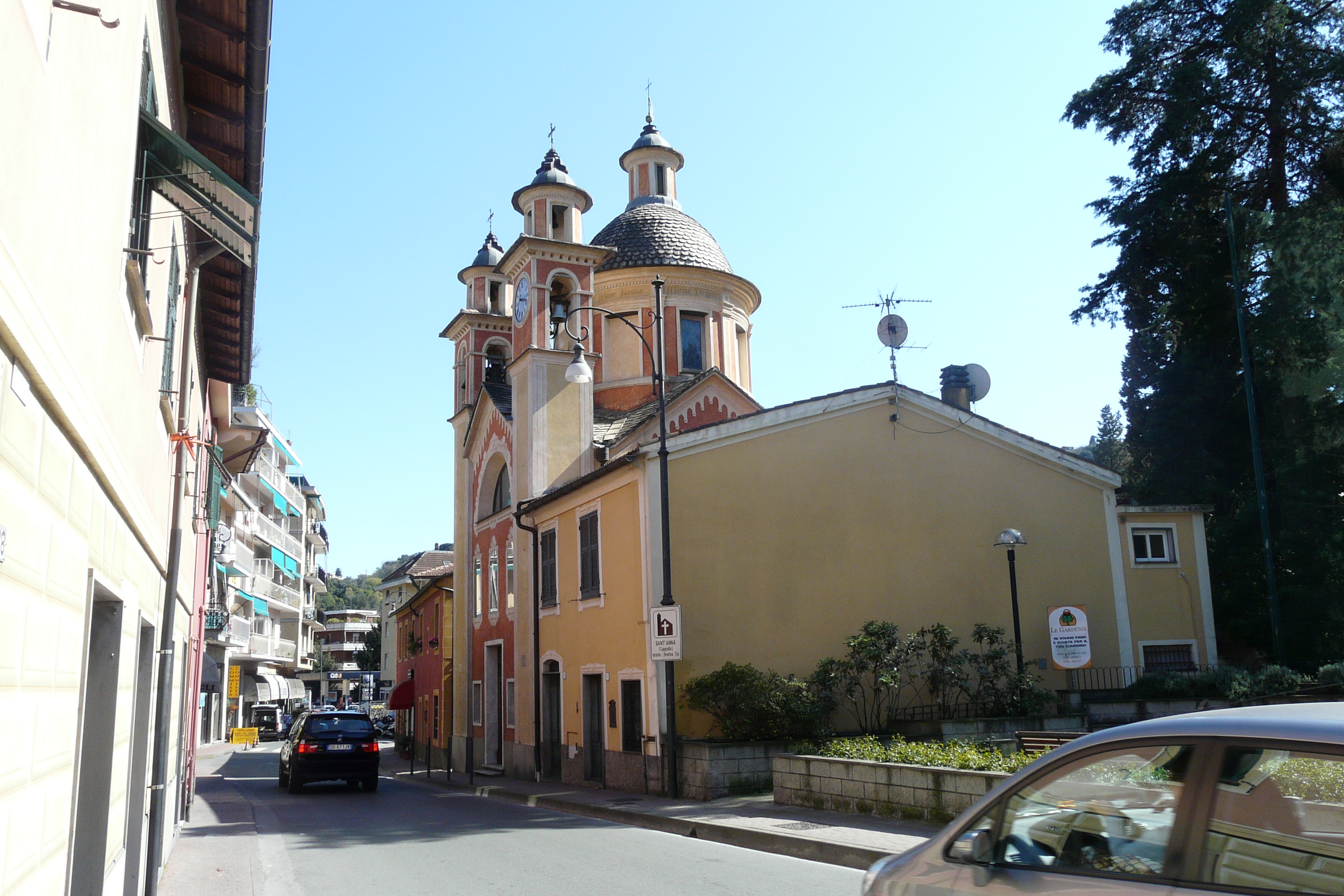
La parte alta e più antica del quartiere di Sant'Anna con l'omonima chiesetta del 1629

Situato a nord-ovest della città è, di fatto, il primo insediamento abitativo che s'incontra uscendo dal locale casello autostradale e che obbligatoriamente si attraversa per raggiungere il centro cittadino. Scendendo a valle, in direzione centro della città, è la prima parte di caseggiati quello più originario e antico, sviluppatosi intorno alla chiesetta omonima del 1629 e lungo la piana alluvionale del torrente Boate, che qui nasce dalla confluenza dei torrenti San Pietro e Santa Maria.
La parte a meridione del quartiere, quella più in prossimità del centro urbano moderno rapallese, è invece la zona più recente e popolosa del quartiere di Sant'Anna creatasi dopo il conseguente fenomeno di sviluppo residenziale al termine del secondo conflitto bellico tra gli anni sessanta e settanta. L'area primitiva del quartiere, di fatto quasi isolata e distaccata dal centro rapallese fino agli anni cinquanta del Novecento, ha visto pressoché cancellare il suo aspetto originario, consto da piccole case con annessi orti, per la massiccia edificazione di nuove abitazioni e palazzine residenziali, destinate per lo più ad accogliere la nuova migrazione dal meridione e dal settentrione d'Italia. Nella parte alta del quartiere è ubicato il campo da golf da diciotto buche di proprietà della Regione Liguria.
Ubicato storicamente nel sestiere Cappelletta, il quartiere celebra annualmente la sua festività religiosa il 26 luglio nella festa dedicata alla santa omonima.

### Laggiaro

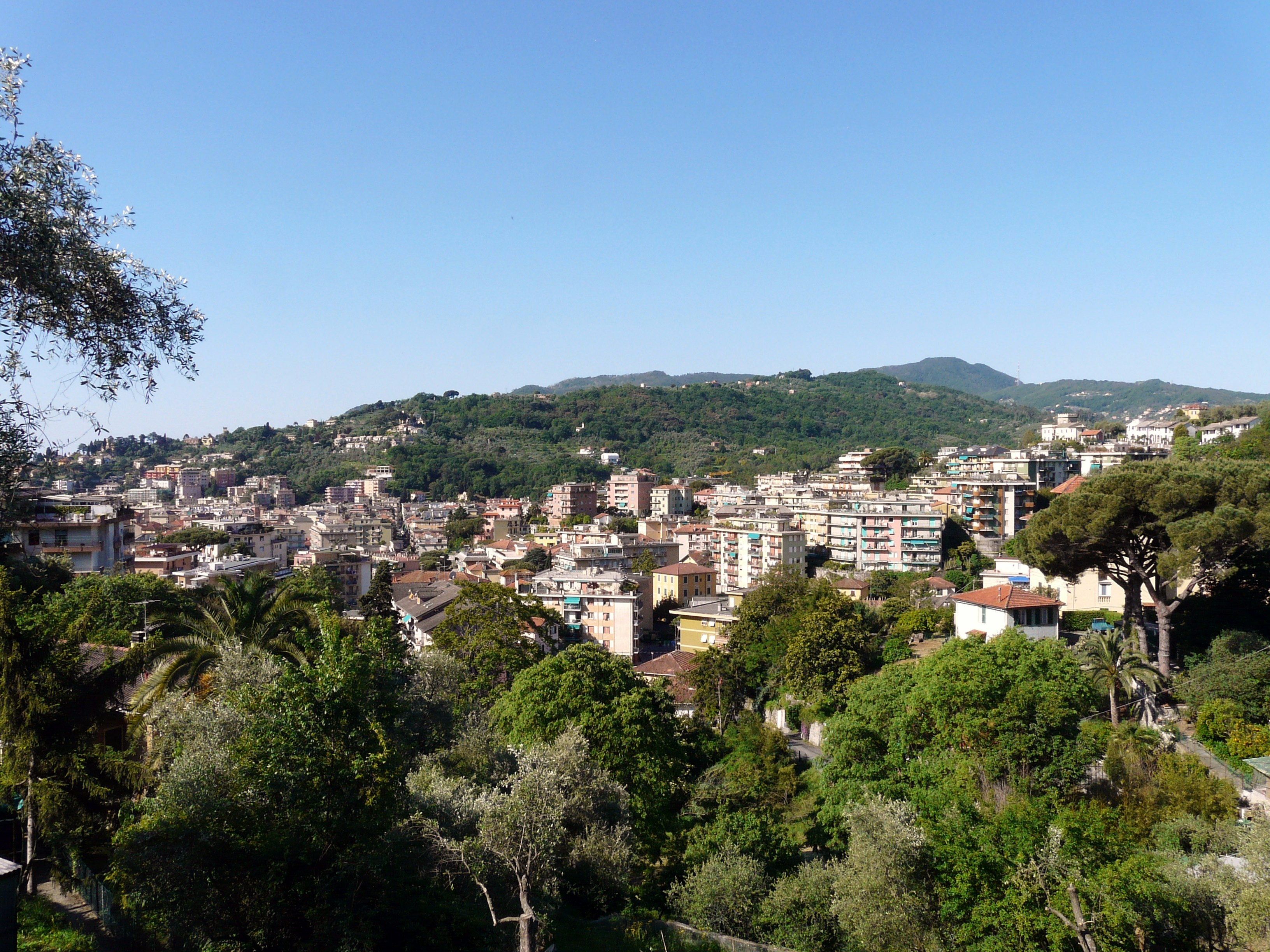
Panorama di una parte del quartiere di Laggiaro e del Menegotto

Il quartiere del Laggiaro è situato nella parte a nord della città. Come altri quartieri cittadini anche il popoloso Laggiaro ha visto la sua massima espansione, se non una vera e propria "rinascita urbanistica", nel periodo post bellico degli anni cinquanta, sessanta e settanta. Il nucleo si sviluppa lungo le sponde del torrente o rio Cereghetta, quest'ultimo coperto parzialmente proprio nella parte bassa del quartiere negli anni settanta per permettere un maggiore allargamento della sede viaria.
Nella zona più a valle, oramai in prossimità del centro cittadino, trovano sede la scuola primaria statale "Guglielmo Marconi" e l'unica scuola secondaria di primo grado statale "Agostino Giustiniani"; quest'ultima è anche sede del Corpo Bandistico "Città di Rapallo". In prossimità dei complessi scolastici è la chiesa dei Padri Somaschi, intitolata a san Gerolamo Emiliani, ed edificata negli anni sessanta del Novecento a fianco dell'ottocentesco complesso conventuale (ampliato nel secondo dopoguerra). L'ordine religioso gestisce inoltre la paritaria scuola secondaria di primo grado e il liceo scientifico.
Ai confini tra la zona del Castellino e la parte più alta del Laggiaro, sovrastato dal viadotto autostradale dell'autostrada A12, tratto aperto al traffico veicolare dal 1969, è presente su una collinetta la torre Baratta, di probabile origine medievale e utilizzata originariamente per l'avvistamento e difesa del territorio. Verso monte, in prossimità del centro e della zona di Cappelletta, trova spazio tra le abitazioni l'antica torre del Menegotto (già dei Fieschi), simbolo del quartiere e ripreso nel logo ufficiale del comitato.
Più a nord del quartiere si trova la località di Sant'Agostino con l'omonima chiesetta, quest'ultima al centro delle festività religiose del 28 agosto del quartiere e dello storico sestiere Cerisola di cui Laggiaro fa parte. Il quartiere è riunito, dal 1997, in un apposito comitato di quartiere.

### Costaguta-Milano

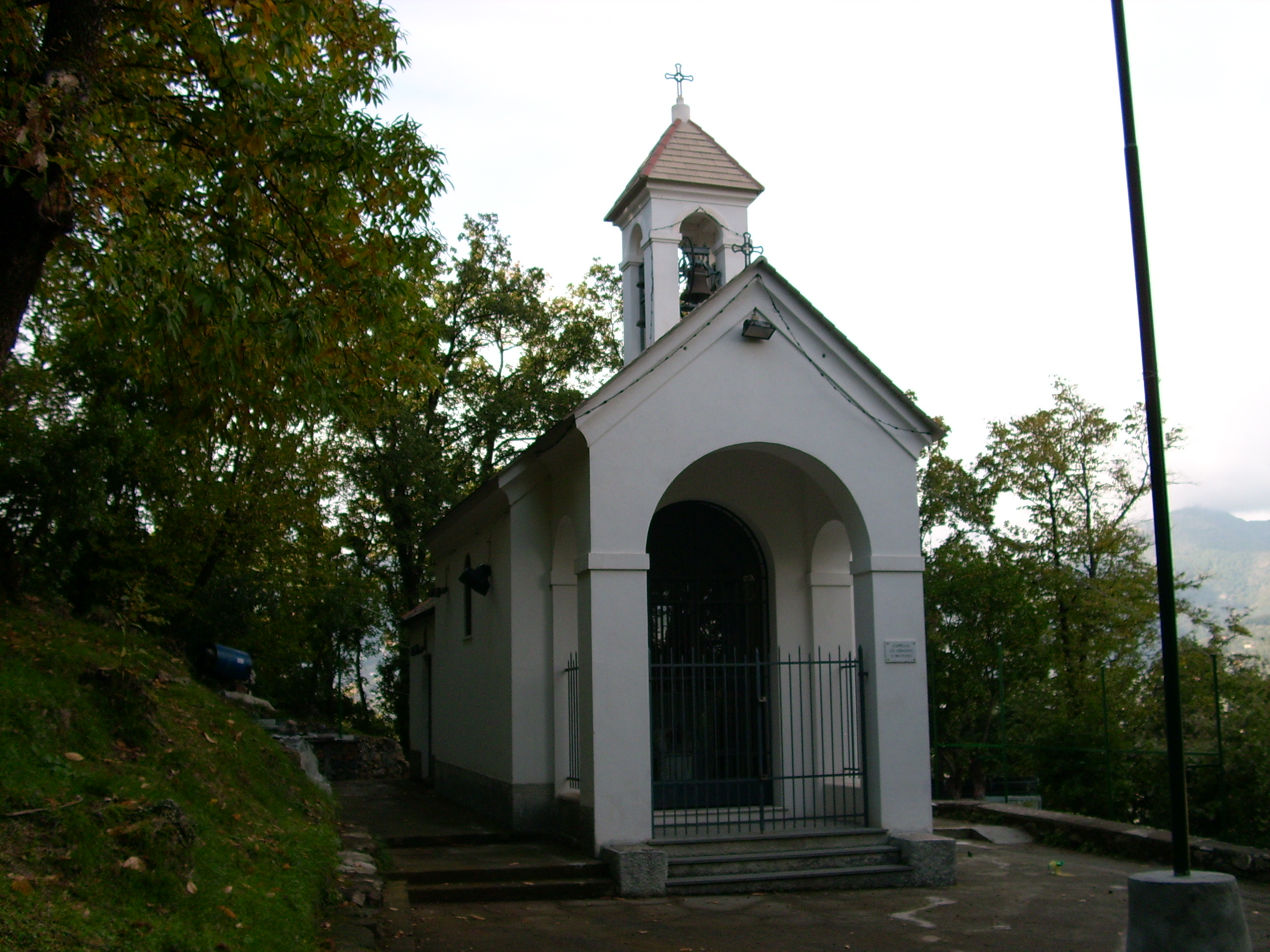
La chiesetta dei Santi Gervasio e Protasio di Costaguta

Il moderno quartiere di Costaguta-Milano si è sviluppato lungo la sponda sinistra del torrente Boate, ad ovest del centro cittadino nella storica zona del sestiere Costaguta. Nei pressi del quartiere sono ubicate le località di Costaguta-Malado e Ronco. È un'altra area di Rapallo che ha visto la sua nascita durante lo sviluppo residenziale post secondo conflitto bellico con la costruzione di nuovi caseggiati e palazzi utilizzati per lo più dai proprietari di seconde case. L'appellativo "Milano" prende il nome dall'omonimo viale che costeggia il torrente nella parte sinistra.
Nella soprastante area boschiva di Costaguta è presente la chiesetta o cappella dedicata ai santi Gervasio e Protasio, patroni del sestiere e festeggiati religiosamente nel periodo agostano, e il costruendo depuratore delle acque verso la zona del golf. Il quartiere è riunito in un apposito comitato di quartiere.

### Fossato di Monti-Via Betti

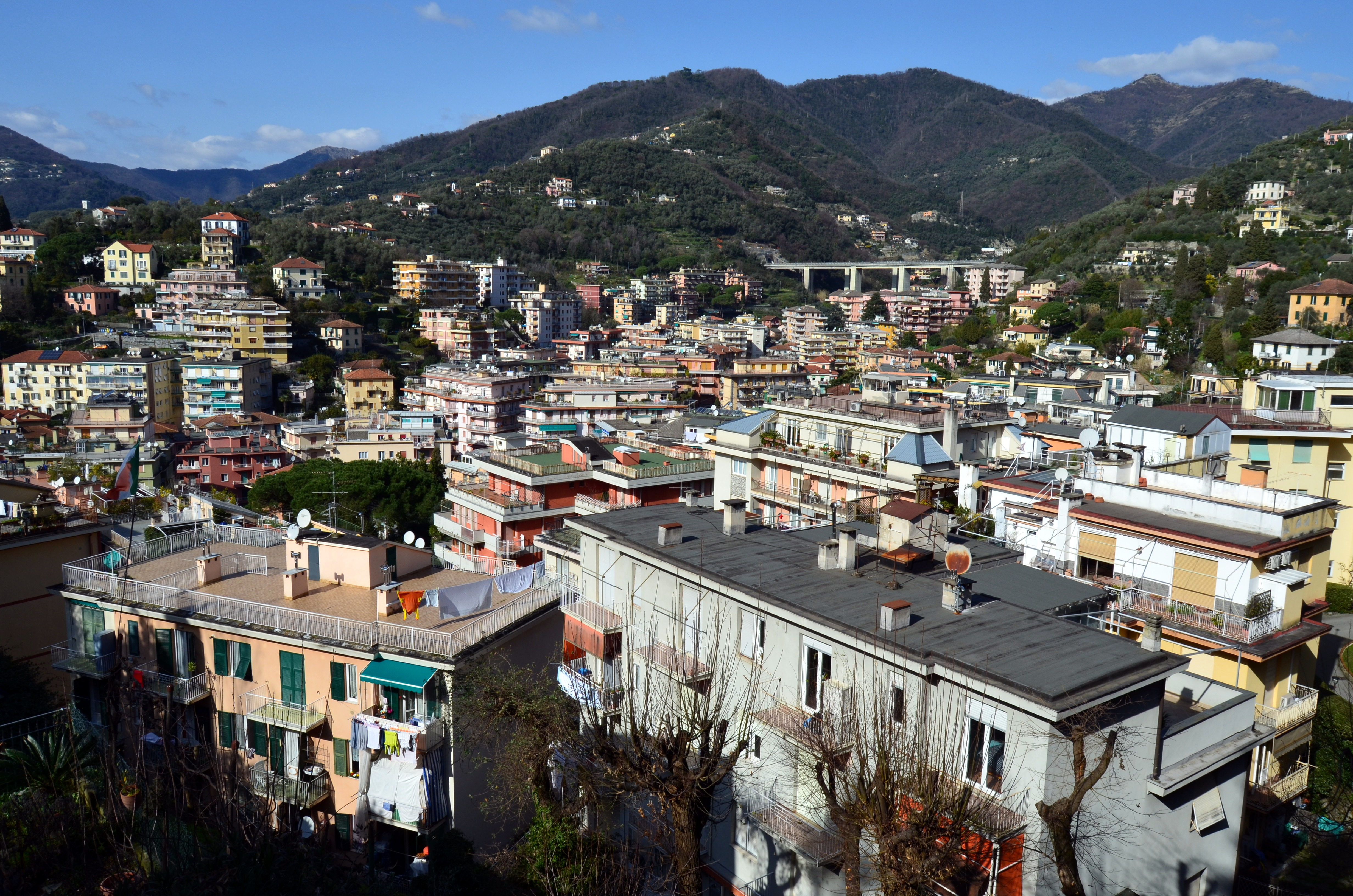
Il quartiere di Via Betti, sviluppatosi lungo il torrente San Francesco.

L'odierno quartiere si è sviluppato lungo le sponde del torrente San Francesco, a nord-est della città e della storica zona del Fossato di Monti nel sestiere di Borzoli, quest'ultimo tra i più antichi di Rapallo. Densamente popolato, soprattutto dopo i flussi migratori post bellici, fu notevolmente sfruttato durante lo sviluppo residenziale. Nella parte bassa del quartiere, sulla sponda destra del San Francesco, è ubicata dal 1934 la stazione di partenza della funivia Rapallo-Montallegro, utile per il raggiungimento dell'omonimo santuario.
Le solennità religiose di san Giovanni Battista del 24 giugno sono le principali festività del quartiere. Il quartiere è riunito in un apposito comitato di quartiere.

### Le Nagge

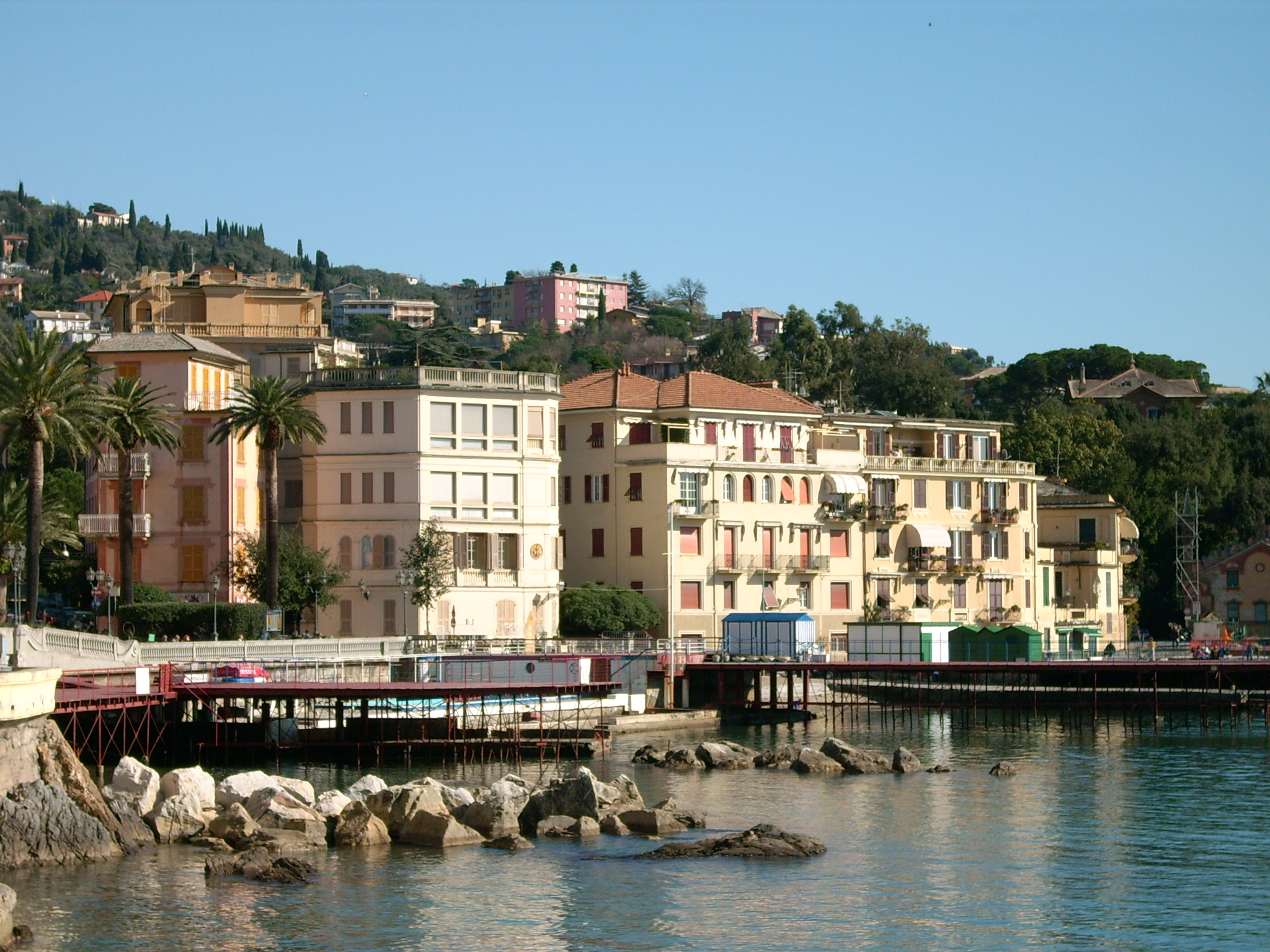
Il quartiere delle Nagge

Chiamato localmente Ê Nagge, si tratta di un piccolo quartiere affacciato sul mare nel levante cittadino compreso nello storico sestiere di Seglio. Rimasto pressoché immutato nei secoli, qui hanno dimora una parte degli stabilimenti balneari. 
È sovrastato dal grande parco comunale "Luigi Casale" con le tre ville comunali più celebri di Rapallo: villa Porticciolo (già sede della segreteria generale del Panathlon International), villa Tigullio (sede della civica biblioteca e del museo del merletto) e villa Riva (in passato sede della brigata della Guardia di Finanza). Il parco, coinvolto in un rinnovo totale tra il 2003 e il 2004 e ancora tra il 2008 e 2009, è il polmone verde della città assieme al parco comunale delle Fontanine a Sant'Anna. La sua vicinanza con il mare permette di godere di una vista panoramica del golfo di Rapallo e del monte di Portofino.
Oltre alle dimore residenziali ottocentesche e novecentesche, tra le figure rappresentative del quartiere vi era un gigantesco duecentenario albero di eucalipto in prossimità della piccola spiaggetta; a causa del cattivo stato lo storico albero crollò rovinosamente la mattina del 22 settembre 2006. Al suo posto è stato piantato un nuovo albero della stessa specie.

### San Rocco

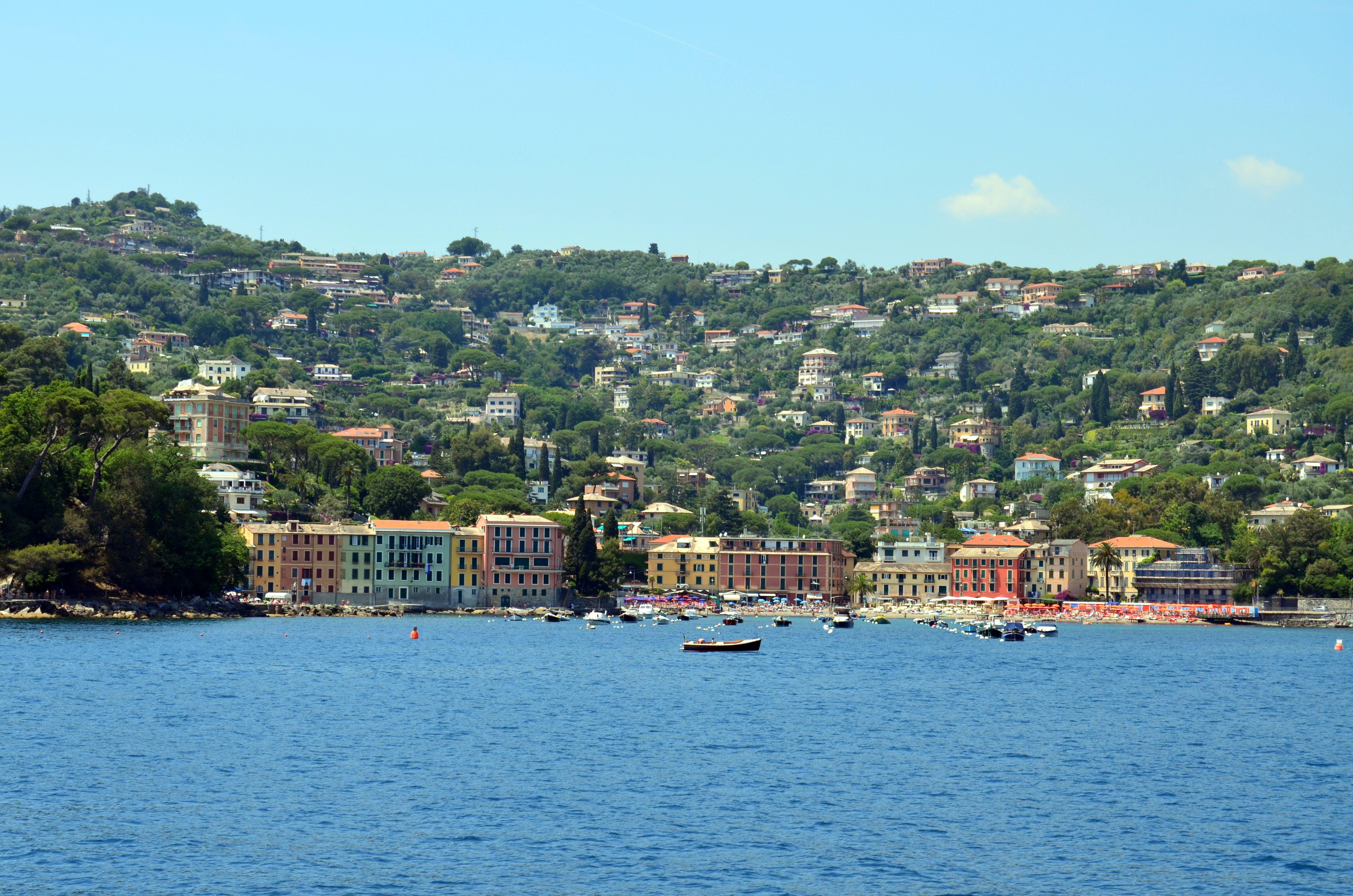
Panorama di San Michele di Pagana

Il quartiere è situato nella zona est della città, verso i confini amministrativi con Zoagli. Il nucleo è attraversato dalla strada statale 1 Via Aurelia e fa parte dello storico sestiere Seglio.
Nel quartiere è presente l'omonima chiesetta, al centro dei festeggiamenti religiosi del 16 agosto in quanto patrono del sestiere e del quartiere stesso. Il quartiere è riunito in un apposito comitato di quartiere.

### San Michele di Pagana
San Michele di Pagana (San Michê in dialetto) è situata all'estremo ponente del territorio comunale rapallese, al confine amministrativo con Santa Margherita Ligure. Distante dal centro cittadino circa due chilometri e altrettanti dal comune sammargheritese, è riconosciuto dallo statuto cittadino come parte integrante della storica divisione in sestieri della città; ciò nonostante San Michele viene talvolta citata come località se non frazione del territorio.
Già importante in epoca romana - di recente alcuni subacquei hanno scoperto sul fondale resti di un antico porto romano e preziosi oggetti come vasi e anfore - si presenta ancora oggi nel suo stato originario di piccolo borgo con case affacciate sul mare, quantomeno nella zona prospiciente lo specchio acqueo delle tre baie di Pomaro, Trelo e Prelo. La zona collinare è quella più recente.
La chiesa di San Michele Arcangelo conserva, tra le opere di pregio e di valore artistico, il dipinto raffigurante la Crocefissione di Gesù del pittore fiammingo Antoon van Dyck. Nel territorio, oltre alla torre di Punta Pagana, gestita dal Fondo Ambiente Italiano, sono altresì presenti il castello di Punta Pagana e la seicentesca villa Pagana (entrambi inseriti nel privato parco della residenza magistrale del Gran maestro dell'Ordine di Malta e la villa "del trattato" (già villa Spinola) sede dello storico trattato di Rapallo del 1920.
La festività patronale è dedicata a san Michele arcangelo, festeggiato nella domenica più vicina al 29 settembre.

## Frazioni

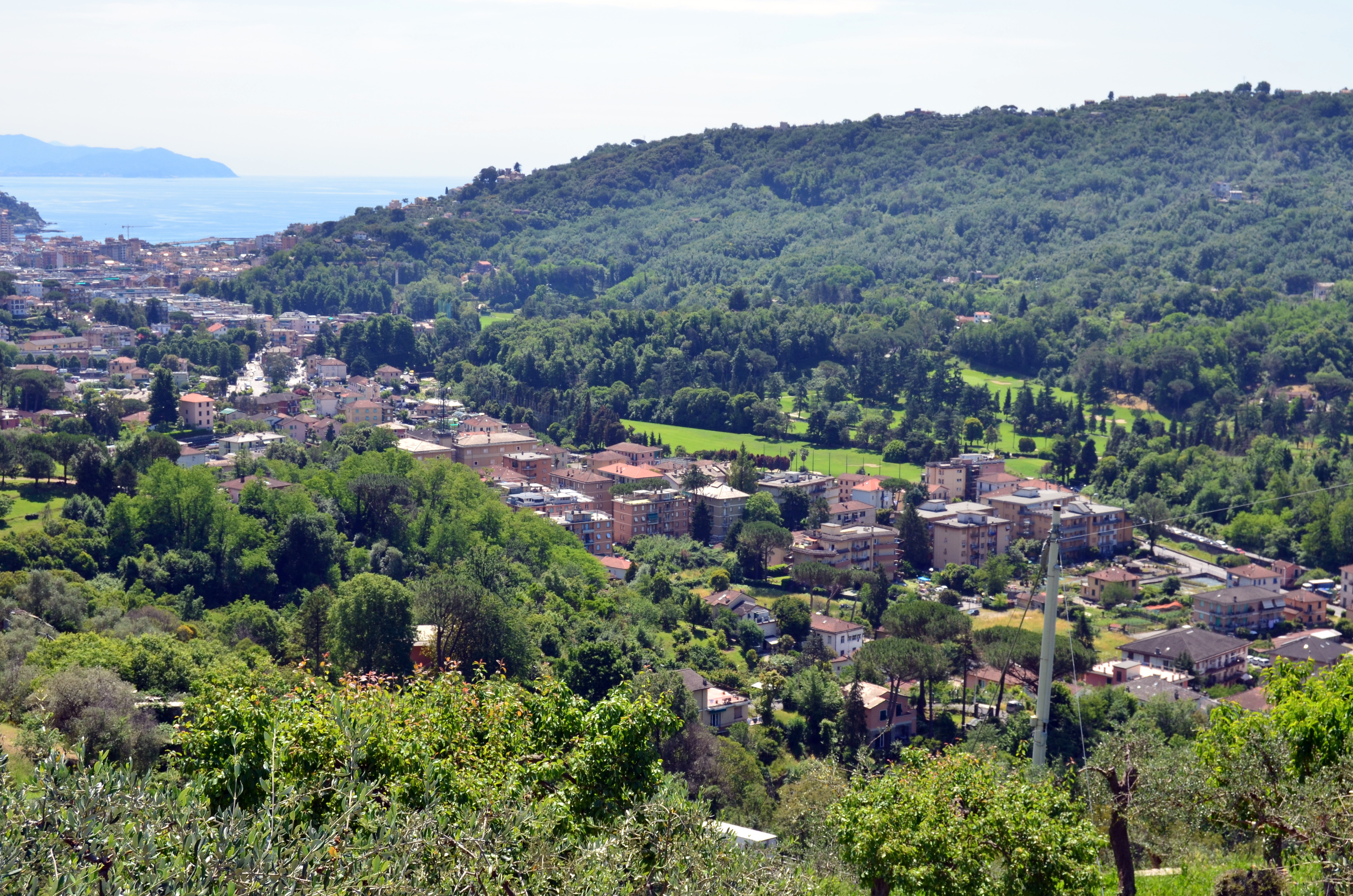
Panorama di Santa Maria del Campo dalla località di Savagna

Il territorio comunale è costituito dalle otto frazioni di Montepegli, Sant'Andrea di Foggia, San Martino di Noceto, San Massimo, San Maurizio di Monti, San Pietro di Novella, San Quirico d'Assereto, Santa Maria del Campo per un totale di 33,61 km².
L'abitato costiero di San Michele di Pagana, considerato convenzionalmente come frazione comunale, è tuttavia riconosciuto dallo statuto cittadino come uno dei sei sestieri dell'antico borgo medievale della cittadina.

### Santa Maria del Campo
Santa Maria del Campo (Santa Maia in lingua ligure) si estende ad ovest del territorio rapallese, nella pianura del torrente Santa Maria che l'attraversa. In passato tipico nucleo rurale e contadino, dove si sono sviluppate aree sfruttate alla coltivazione agricola ed allevamento del bestiame, ancora oggi la frazione conserva in una buona parte il suo aspetto urbanistico originario. Dista dal centro cittadino circa 3,5 km e confina a nord con la frazione di San Pietro di Novella, a sud con San Massimo, ad ovest con San Martino di Noceto e ad est con il quartiere Sant'Anna.
Di interesse storico è la locale chiesa parrocchiale di Nostra Signora Assunta, in posizione dominante su una collinetta e raggiungibile attraverso un'ampia scalinata, e l'attiguo oratorio della Natività di Maria sede della confraternita di Nostra Signora del Suffragio. Nella zona più a valle, verso il centro, è ubicato il ponte a schiena d'asino di probabile origine medievale, con cappelletta votiva, sovrastante il torrente Santa Maria. Nei pressi del monte Orsena, a 615 m s.l.m., è ubicato il santuario della Madonna di Caravaggio costruito tra il XVII e il XVIII secolo dagli abitanti campesi. Nel quartiere di San Tommaso sono presenti i ruderi dell'antico cenobio di San Tomaso, eretto nel XII secolo con impianto romanico. In località Bana, al confine con il comune di Camogli, si può incontrare il vecchio lazzaretto, costruzione adibita al ricovero dei malati della peste. Ad oggi l'edificio, di proprietà privata, non si presenta in condizioni ottimali e in stato di non agibilità.
La festa patronale della frazione ricorre il 15 agosto, giorno dell'Assunzione di Maria al cielo. Nel periodo natalizio viene invece organizzato dagli abitanti il tradizionale presepe vivente.

### San Massimo

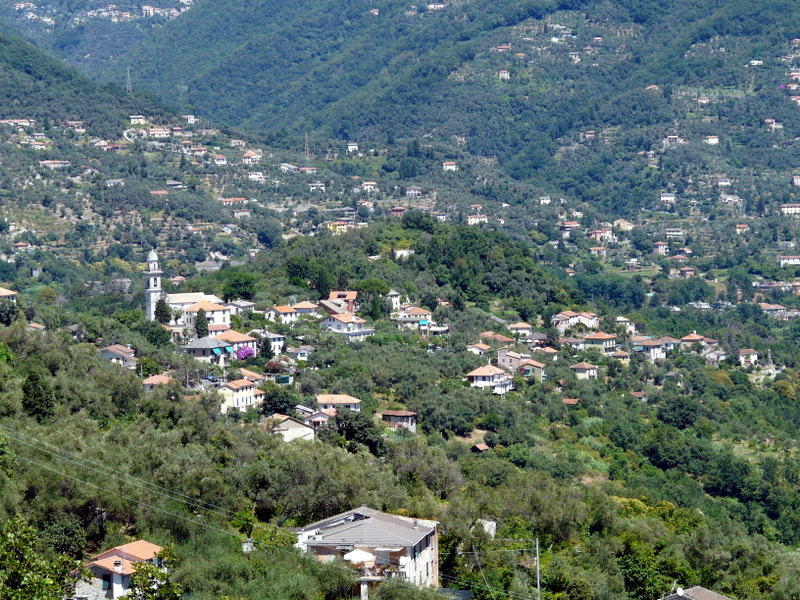
Panorama di San Massimo dalla frazione sammargheritese di San Lorenzo della Costa

San Massimo (San Mascimo in ligure) si estende tra la frazione di Santa Maria del Campo, a nord, e la frazione di San Lorenzo della Costa nel comune di Santa Margherita Ligure a sud; ad ovest confina con San Martino di Noceto. Raggiungibile soltanto dalla frazione campese, svoltando ad un apposito bivio, curiosamente pur essendo confinante e pressoché vicina alla frazione di San Lorenzo le due località non sono collegate tra loro da una sufficiente rete stradale, ma unite, nei rispetti tratti finali (via San Massimo e via Figallo), da una semplice mulattiera pedonale.
Distante all'incirca 5 km dal centro rapallese è conosciuta per la presenza in loco del romanico e dismesso monastero di Valle Christi, risalente al XIII secolo e fondato da monache cistercensi; quest'ultimo è oggi teatro naturale di importanti manifestazioni culturali e storiche cittadine.
Nella frazione è presente la locale chiesa parrocchiale intitolata a san Massimo, al cui interno è custodita la tela della Deposizione dalla croce di scuola fiamminga. La festività patronale si celebra il 20 agosto nella solennità del santo omonimo.

### San Martino di Noceto

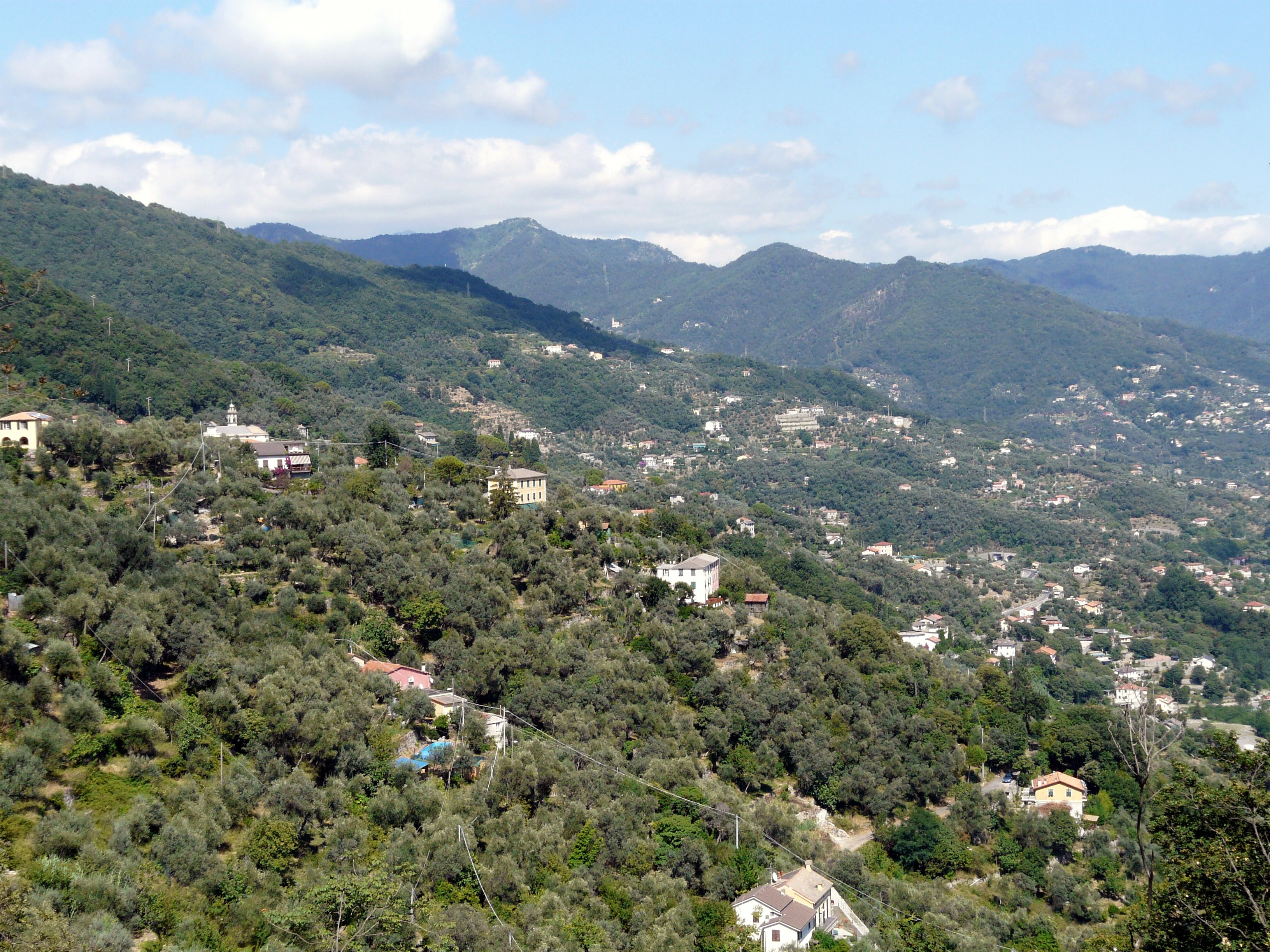
Panorama di San Martino di Noceto

San Martino di Noceto (San Martin in ligure) è ubicata tra la frazione di Santa Maria del Campo ad est e la frazione di Ruta di Camogli verso sud, quest'ultima raggiungibile da San Martino con la strada provinciale 31 e quindi sboccando verso la strada statale 1 Via Aurelia. Dista dal centro di Rapallo circa 6 km e 2 km da Ruta.
Anticamente la piccola comunità era legata, principalmente per rapporti di lavoro, forse più a Camogli che alla stessa Rapallo tanto che molti uomini di San Martino, pur essendo dedicati i più nel settore dell'agricoltura, non sdegnarono la vita in mare imbarcandosi nei celebri leudi camogliesi, intraprendendo la tradizionale attività marinara e partecipando attivamente agli intrecciati scambi commerciali nel mar Mediterraneo. In tempi più remoti persino la stessa comunità parrocchiale di San Martino fu aggregata al vicariato di Camogli, fino al definitivo passaggio in quello rapallese.
Un più veloce collegamento tra la frazione e la comunità di Ruta, e quindi Camogli, fu pienamente asservito dalla realizzazione della nuova strada panoramica o di cornice - l'odierna provinciale 31 - conclusasi nel 1937 grazie all'impegno di entrambe le popolazioni frazionarie. Il nuovo collegamento viario andò di fatto a sostituire la precedente e antica via romana di Bana.
Nel territorio, oltre alla chiesa parrocchiale di San Martino, è presente un'antica fonte denominata fons gémina (fonte gemella) realizzata nel 1810 così come testimonia una lapide marmorea in latino; nella nicchia sopra l'arco a sesto acuto è conservata una statuetta della Madonna coronata di argentei gigli.
A San Martino di Noceto la festa patronale è celebrata il primo fine settimana di agosto in onore di sant'Innocenzo martire, mentre ogni anno 11 novembre, nella ricorrenza di san Martino, viene preparato un pranzo o un banchetto per festeggiare il santo patrono; tutti gli eventi vengono realizzati grazie al Comitato Festeggiamenti San Martino di Noceto.
Secondo fonti locali alla frazione è legata l'invenzione di un celebre piatto della cucina ligure: il pansoto con la salsa di noci.

### San Pietro di Novella

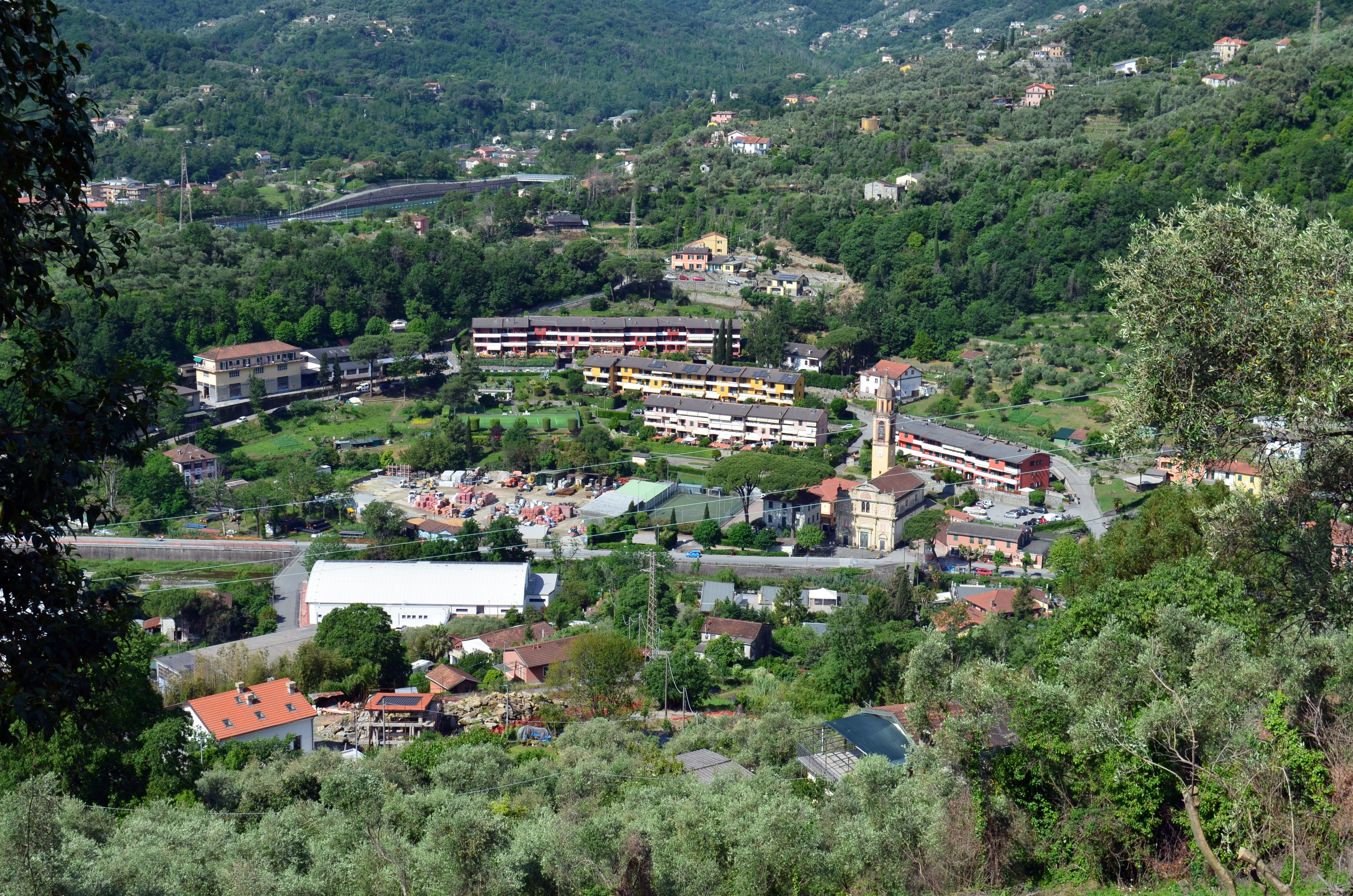
Panorama della frazione e della locale chiesa parrocchiale

San Pietro di Novella (San Pê in ligure) è situata a nord ovest della città e costituisce, di fatto, la zona industriale del territorio comunale; nell'area sono presenti piccole e medie aziende, fabbriche, capannoni, tra cui lo stabilimento della Mares. La frazione è attraversata dal torrente San Pietro e proprio lungo il rio e la locale chiesa parrocchiale di San Pietro apostolo (ogni seconda domenica del mese nella parrocchiale viene celebrata la Santa Messa tridentina) si è formato il primo nucleo abitativo. Davanti alla chiesa è presente il medievale ponte a schiena d'asino attraversante il San Pietro. Dista dal centro cittadino circa 3 km.
Nella parte bassa del territorio frazionario sono presenti, in prossimità del casello autostradale, la piscina olimpionica comunale (costruita negli anni settanta e gestita dalla società Rapallo Nuoto) e il nuovo campo sportivo comunale "Paolo Gallotti" (il secondo impianto sportivo dopo il principale stadio comunale "Umberto Macera") ricavato nel grande posteggio d'interscambio per camion e pullman della località del Poggiolino. Originariamente il Gallotti era ubicato in una zona leggermente più a monte della frazione, nei pressi dello stabilimento-rimessa autobus e pullman di AMT (Genova), nell'area occupata dal polo ospedaliero di Rapallo e del Tigullio occidentale (Ospedale "Nostra Signora di Montallegro"). Nella zona più alta è presente il nuovo cimitero urbano di Rapallo, il secondo dopo il principale e antico di Cerisola.
La frazione, unita in un apposito comitato di quartiere dal luglio 2006, festeggia le proprie festività patronali il 29 giugno nelle solennità dei santi Pietro e Paolo.
Transitando per San Pietro di Novella è possibile raggiungere la frazione di Sant'Andrea di Foggia e le successive località di Arbocò e Chignero o, svoltando al bivio, le altre due frazioni di Montepegli e San Quirico d'Assereto.

### Sant'Andrea di Foggia

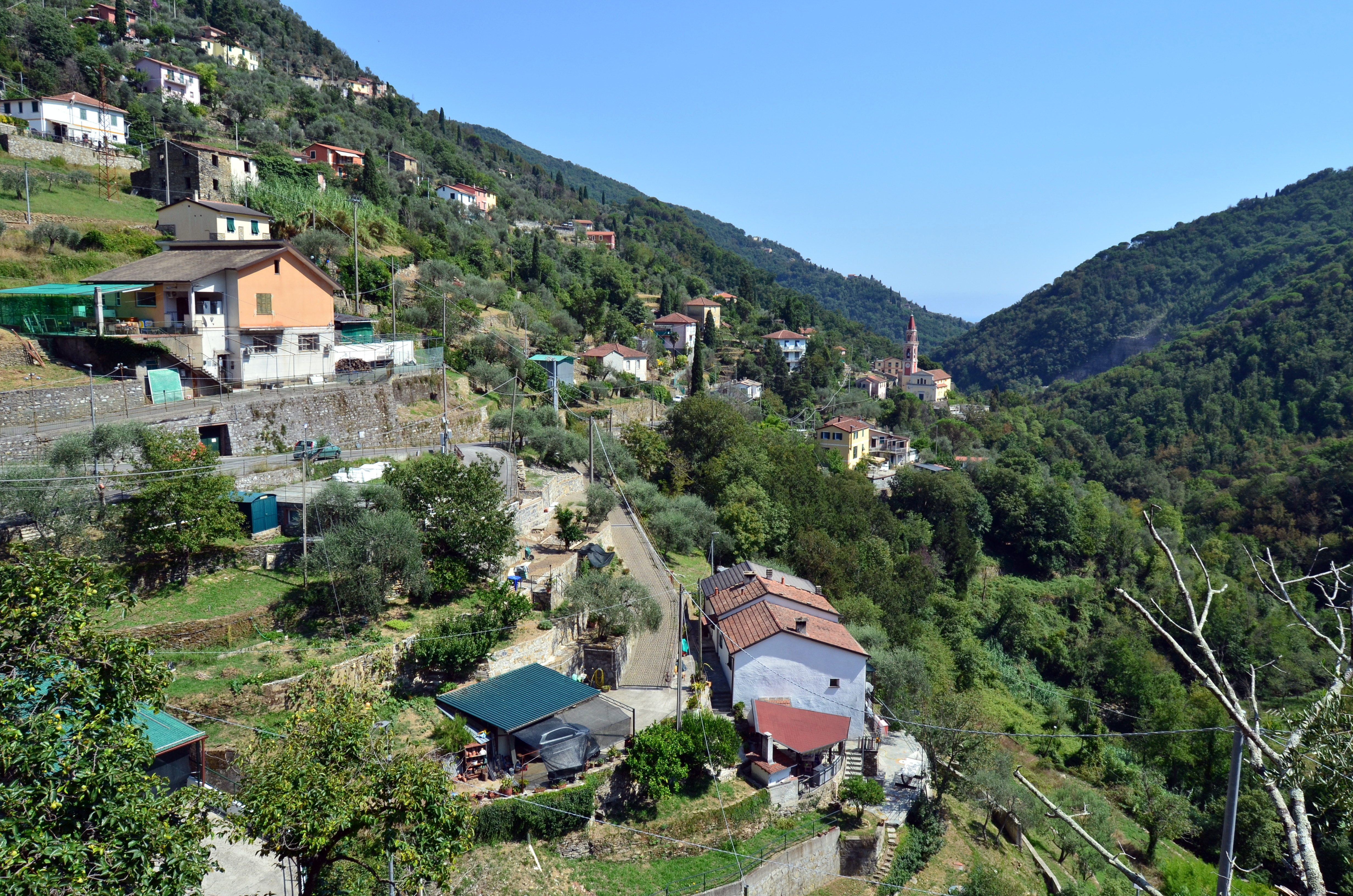
Panorama di Sant'Andrea di Foggia

Sant'Andrea di Foggia (Sant'Andrïa de Fêuggia o semplicemente Fêuggia in lingua ligure) è posizionata a nord di San Pietro di Novella e ad ovest dalle due frazioni di Montepegli e di San Quirico d'Assereto. Da Foggia è possibile raggiungere le due località collinari di Arbocò e Chignero. Raggiungibile solamente da San Pietro, dista dal centro rapallese circa 6,5 km.
Il toponimo non è da confondere con l'omonima città pugliese: la terminologia del nome deriva infatti dalla parola "foglia" che nel dialetto genovese si traduce in fêuggia.
Di interesse storico la locale chiesa parrocchiale della Madonna del Carmine, patrona della piccola frazione e festeggiata il 16 luglio nella ricorrenza religiosa di Nostra Signora del Carmelo.

### San Quirico d'Assereto

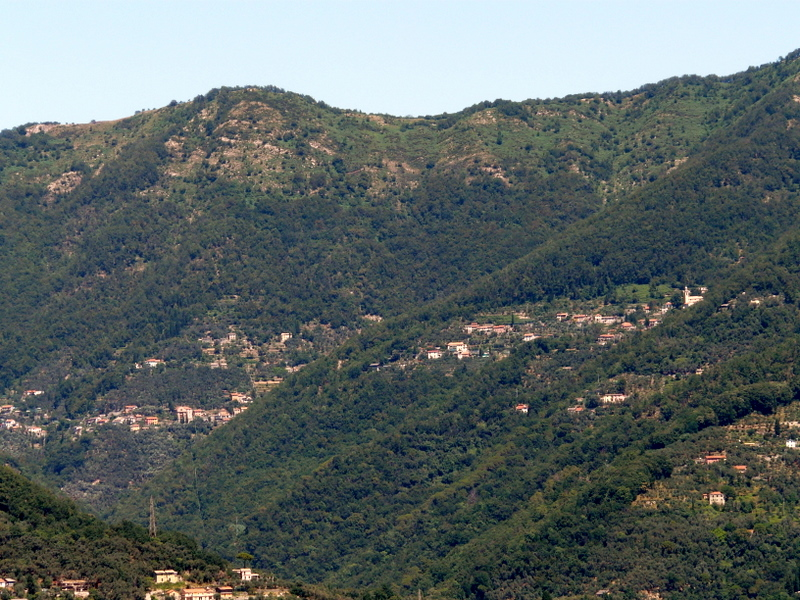
Panorama di San Quirico d'Assereto e Montepegli

San Quirico d'Assereto (San Chigo in lingua ligure) si è sviluppata nella zona collinare a nord di San Pietro di Novella, ovest di Sellano e ad est di Sant'Andrea di Foggia. Distante dal centro cittadino circa 6,5 km, raggiungibile sia dalla zona del Castellino e la località di Sellano, che dal bivio di San Pietro, il toponimo d'Assereto prenderebbe il nome dai fondatori della comunità, la famiglia Assereto appunto. La frazione è situata a 435 m s.l.m. circa. La locale chiesa parrocchiale è intitolata ai santi Quirico e Giulitta, solennemente festeggiati dalla frazione l'ultima domenica di luglio.

### Montepegli
Montepegli (Montêpeggi in ligure) è ubicata più a nord di San Quirico tra le località sparse di Arbocò, Casarino, Case di Norero, Chignero e Il Piano. Dista dal centro urbano circa 7–8 km, è situata a 445 m s.l.m. circa. Piccolo nucleo rurale - è infatti la più piccola frazione rapallese - ha vissuto una sorta di rinascita grazie all'impegno degli abitanti che, costituendosi in un apposito comitato frazionario, contribuiscono molto alla valorizzazione del territorio tramite particolari manifestazioni legate alla cultura e al folklore locale.
La maggiore festività della frazione è legata alla ricorrenza patronale del Sacro Cuore di Gesù, titolo a cui fa riferimento la locale chiesa parrocchiale edificata nel 1912. Tra gli altri eventi la festa della Madonnina del Ponte nel mese di giugno, la sagra del tortello a luglio, e la festa settembrina in autunno che precede la festività patronale.

### Sellano
La località di Sellano (Sellan in ligure), non essendo un proprio e vero quartiere - né una frazione, ma una semplice località - per i motivi di ordine di giurisdizione cade sotto il comitato di San Pietro di Novella. La località è ubicata a nord di San Pietro di novella e est di San Quirico d'Assereto. Dista ben 7 km dal centro storico di Rapallo e vi si può accedere tramite strade in uscita da San Quirico d'Assereto, Sant'Anna e San Pietro di Novella; la località si trova a circa 450 m s.l.m.;la maggior parte delle abitazioni della località sono ville a schiera, con granai o legnaie. Un primo popolamento della zona avvenne con le prime case nel 1850 con l'emigrazione delle persone a cercare campi da seminare e coltivare, soprattutto ulivi. Con la ripresa economica nel 1956, si diede inizio ad un nuovo sviluppo urbanistico di Sellano.
Nella località di Sellano è presente una piccola cappella dedicata al Santo Paolo e presente anche una immagine che lo rappresenta.
La vasta località viene attraversata da più ruscelli, tra cui l'omonimo rio che l'attraversa dalla parte est fino a sfociare nel Tonnego.

### San Maurizio di Monti

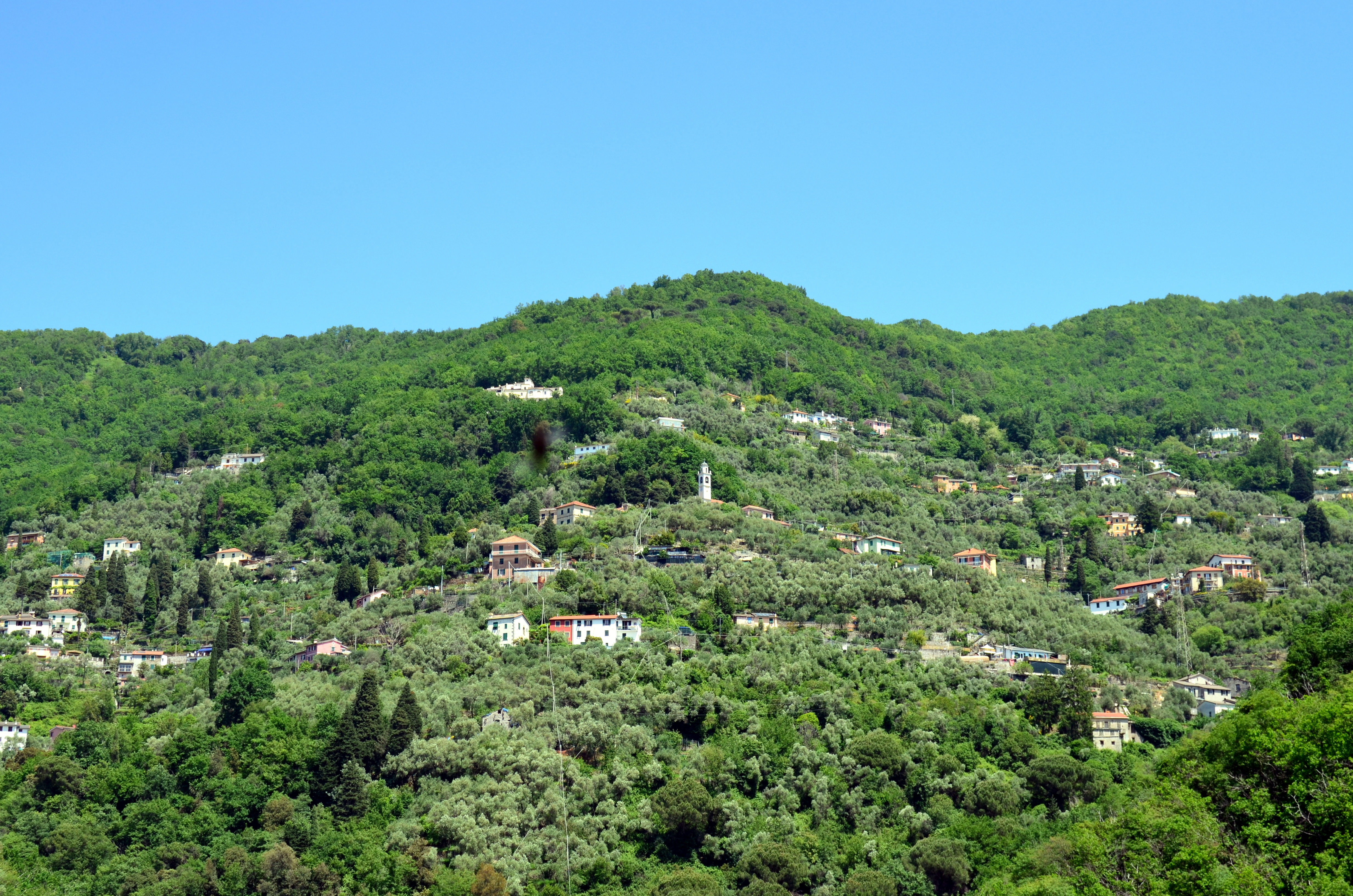
Panorama di San Maurizio di Monti

San Maurizio di Monti (San Maurissio o semplicemente Monti in ligure) è posizionata lungo la conca che dal Fossato di Monti giunge a Montallegro, celebre località per l'omonimo santuario mariano. A nord della città, dista dal suo centro circa 6 km. La frazione è attraversata dalla strada provinciale 58 del passo della Crocetta, valico collinare che permette il collegamento stradale tra Rapallo e Coreglia Ligure, quindi il Tigullio occidentale con la media val Fontanabuona.
All'interno della chiesa parrocchiale di San Maurizio, di pregio artistico, è conservato un dipinto del pittore Bernardo Strozzi raffigurante l'Apparizione della Madonna Odegitria. La solennità patronale di san Maurizio viene festeggiato la penultima domenica di settembre.